# شرکت اتوماتیک
شرکت اتوماتیک (به انگلیسی: Automattic, Inc) یک شرکت فعال در زمینه خدمات توسعه وب است که در اوت ۲۰۰۵ تأسیس شد. این شرکت تولیدکنندهٔ وب‌سایت وردپرس و از مشارکت‌کنندگان اصلی در توسعهٔ سیستم مدیریت محتوای وردپرس است.

## تاریخچه
در ۱۱ ژانویه ۲۰۰۶، اعلام شد که تونی اشنایدر یاهو را ترک خواهد کرد تا مدیرعامل اتوماتیک شود. او قبلاً مدیر عامل Oddpost قبل از اینکه توسط یاهو خریداری شود، بود، جایی که او به عنوان یک مدیر ارشد ادامه داد.
در آوریل ۲۰۰۶ بایگانی مقررات شرکت اتوماتیک نشان داد که تقریباً ۱٫۱ میلیون دلار بودجه جمع‌آوری کرده‌است، که مولنوگ در وبلاگ خود به آن پرداخت. سرمایه گذاران Polaris Ventures, True Ventures, Radar Partners بودند.
در ۱۸ اکتبر ۲۰۰۷، شرکت اتوماتیک Gravatar را تصاحب کرد.
در ۲۳ سپتامبر ۲۰۰۸، شرکت اتوماتیک اعلام کرد که IntenseDebate را خریداری می‌کند. دو ماه بعد، در ۱۵ نوامبر ۲۰۰۸، Automattic PollDaddy را تصاحب کرد.
دفتر سابق شرکت اتوماتیک در 140 Hawthorne Street در سانفرانسیسکو (در ژوئیه ۲۰۱۷، از زمان بسته شدن)
در ۹ سپتامبر ۲۰۱۰، شرکت اتوماتیک علامت تجاری وردپرس و کنترل bbPress و BuddyPress را به بنیاد وردپرس داد.
در ۴ آوریل ۲۰۱۴، شرکت اتوماتیک Longreads را خریداری کرد.
در ۱۹ مه ۲۰۱۵، شرکت اتوماتیک خرید WooThemes، از جمله محصول پرچمدار ووکامرس را اعلام کرد.
در ۲۱ نوامبر ۲۰۱۶، شرکت اتوماتیک ، از طریق یک شرکت تابعه (Knock Knock, WHOIS There) راه اندازی و توسعه بعدی .blog gTLD را مدیریت کرد و به ثبت کننده دامنه تبدیل شد.
در سال ۲۰۱۷، شرکت اتوماتیک اعلام کرد که دفتر خود در سانفرانسیسکو را که به عنوان یک فضای کاری اختیاری برای کارمندانش در کنار فضاهای مشابه در نزدیکی پورتلند، مین و کیپ تاون، آفریقای جنوبی خدمت کرده بود، می‌بندد.
در ۲۱ ژوئن ۲۰۱۸، شرکت اتوماتیک آتاویست و مجله آن را خریداری کرد.
در ۲۱ مه ۲۰۱۹، شرکت اتوماتیک Prospress را خریداری کرد، که تعدادی افزونه و ابزار محبوب ووکامرس را ارائه کرد
در ۱۲ آگوست ۲۰۱۹، شرکت اتوماتیک تامبلر را از Verizon Media خریداری کرد.
در ۱۶ آگوست ۲۰۱۹، شرکت اتوماتیک Zero BS CRM را خریداری کرد و یک سال بعد آن را به CRM جت پک تغییر نام داد.
در ۱۹ سپتامبر ۲۰۱۹، شرکت اتوماتیک دور سرمایه‌گذاری سری D را به مبلغ ۳۰۰ میلیون دلار از Salesforce اعلام کرد، که ارزش گذاری پس از پول شرکت را به ۳ میلیارد دلار رساند.
مت مولنوگ مؤسس آن در وبلاگ خود اعلام کرد در ۸ فوریه ۲۰۲۱، شرکت اتوماتیک پلتفرم تجزیه و تحلیل محتوا parse.ly را برای WPVIP به دست آورد.
در ۱۴ ژوئن ۲۰۲۱، شرکت اتوماتیک برنامه ژورنالینگ روز اول را به دست آورد.
در ۱۶ جولای ۲۰۲۱، شرکت اتوماتیک برنامه پادکست Pocket Casts را خریداری کرد.